# Alexia Putellas
Alexia Putellas Segura (pron. catalana: [alˈɛksiə puteʎəs] ; Mollet del Vallès, 4 febbraio 1994) è una calciatrice spagnola, centrocampista o attaccante del Barcellona e della nazionale spagnola, delle quali è capitana.
Considerata una delle migliori calciatrici della sua generazione, nella sua carriera ha vinto per due volte il Pallone d'oro (2021 e 2022). Inoltre è stata eletta per due volte sia UEFA Women's Player of the Year (2021 e 2022) che The Best FIFA Women's Player (2021 e 2022).
È primatista di presenze con la nazionale spagnola.

## Caratteristiche tecniche
Mancina, può essere impiegata come centrocampista o centrocampista offensivo, al centro o a sinistra.
Si contraddistingue per la visione di gioco e l'intelligenza con cui fornisce assist o passaggi-chiave. È inoltre una delle migliori tiratrici di punizioni nella storia del calcio femminile, nonché in generale pericolosa con i tiri dalla lunga distanza.
È dotata di grande carattere, personalità e carisma, che l'hanno resa capitano sia del Barcellona sia della nazionale spagnola.
Può giocare anche come ala sinistra o seconda punta.

## Carriera

### Club

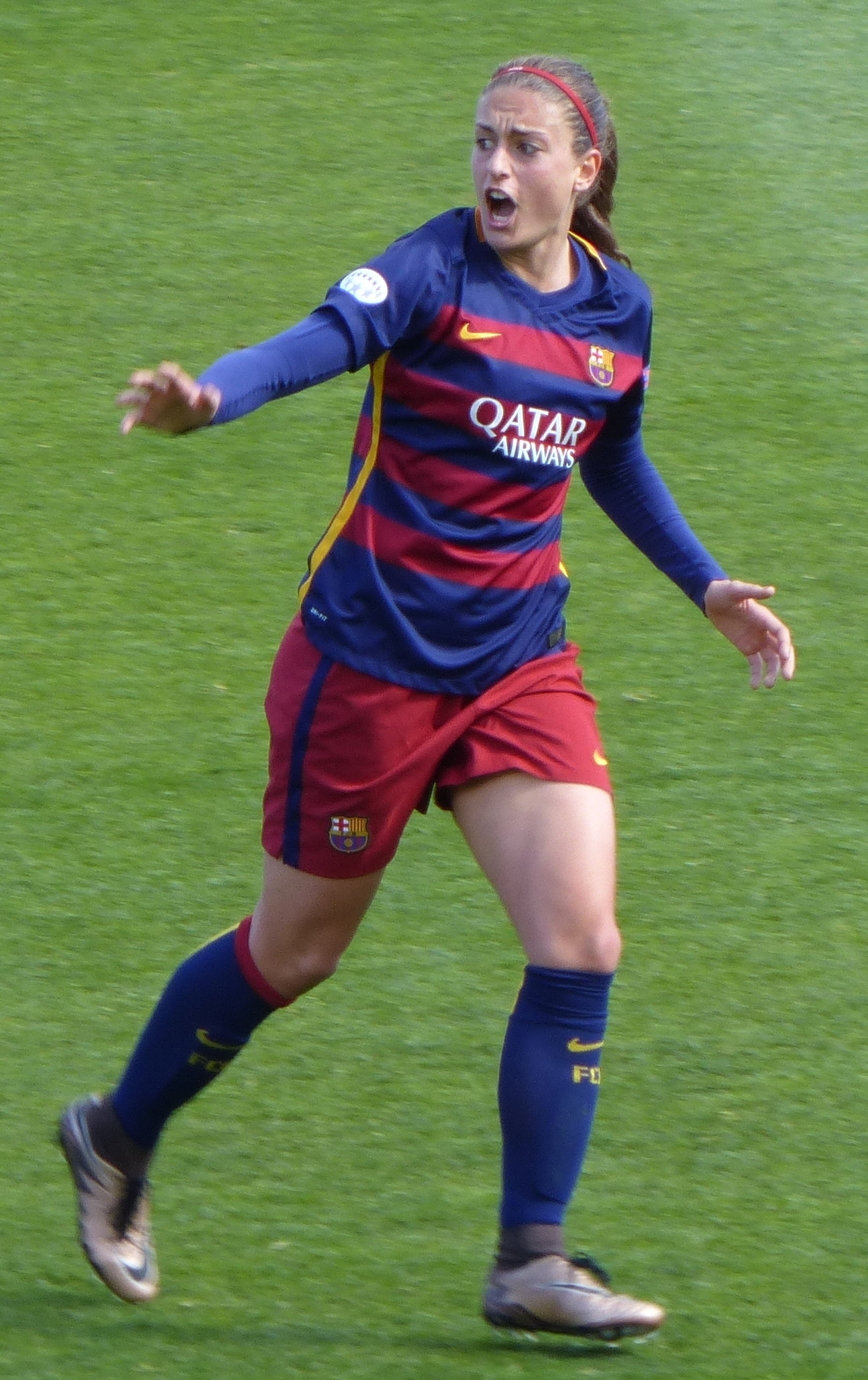
Putellas in maglia blaugrana nel 2016.

Putellas si forma tra Sabadell, Barcellona ed Espanyol. Esordisce in prima squadra proprio nell'Espanyol, prima di trasferirsi nel 2011 al Levante. Dopo una sola stagione, passa al Barcellona. Con il club catalano vince tre UEFA Women's Champions League, nel 2020-2021, nel 2022-2023 e nel 2023-2024, e due Palloni d'oro, nel 2021 e 2022.
In occasione della stagione 2018-2019 viene designata come quarto capitano della squadra, dopo Vicky Losada, Marta Torrejón e Sandra Paños; nel 2019-2020 diviene vicecapitano, indossando la fascia in caso di assenza in campo da parte di Losada. Poiché quest'ultima diventerà una sostituta a partire dalla stagione 2020-2021, Alexia comincerà la maggior parte delle partite della prima stagione post covid con la fascia al braccio. Dal 2021, con la cessione di Losada al Manchester City, Putellas diventa primo capitano.
Durante la stagione 2021-2022 in blaugrana, non solo vince il titolo nazionale, la coppa nazionale e la Supercoppa nazionale, ma si laurea anche miglior marcatrice della Champions League 2021-2022. Tuttavia le catalane perderanno in finale l'ambito trofeo continentale, 3-1 contro il Lione.
Il 5 luglio 2022, in ritiro con la nazionale spagnola, subisce un infortunio al legamento crociato anteriore durante un allenamento, vedendosi costretta a rinunciare all'Europeo del 2022. Solamente nel febbraio 2023 Putellas torna ad allenarsi con il Barcellona e soltanto il 30 aprile 2023 scende in campo al 73' di Barcellona-Huelva, in campionato. Torna a segnare il 21 maggio, in occasione dell'ultima giornata della Primera División 2022-2023, subentrando e facendo gol nella sconfitta per 1-2 contro il Real Madrid.
Disputa gli ultimi 9 minuti della finale di Champions League 2022-2023, vinta dalle blaugrana per 3-2 in rimonta sul Wolfsburg; l'anno successivo subentra al 90' della finale di Champions 2023-2024, segnando al 90+5' la rete del definitivo 2-0 contro il Lione.
Il 15 ottobre 2023, segnando il suo 182º gol per il club nella vittoria contro l'Atletico Madrid per 0-1, è diventata la migliore marcatrice nella storia del Barcellona femminile, superando Jennifer Hermoso a quota 181.
Il 4 settembre 2024 torna a presenziare nella lista delle trenta candidate al Pallone d'oro femminile, dopo un solo anno di assenza. Si posiziona quindi decima nella graduatoria del riconoscimento.
Il 2 novembre 2024, in occasione di Barcellona-Eibar 4-0 di campionato, effettua la sua 500ª partita ufficiale con la maglia di un qualsiasi club (nazionale esclusa); inoltre segna la sua 198ª rete con la maglia blaugrana, diventando così il terzo miglior marcatore nella storia del club a pari merito con Luis Suárez, dietro a Lionel Messi (672) e César Rodríguez Álvarez (232).
Segna la 199esima, conquistando il terzo posto in solitaria, nel Clásico di campionato del 16 novembre 2024, vinto 0-4.

### Nazionale
Putellas viene convocata nella nazionale spagnola under 17, affidata al tecnico Jorge Vilda, debuttando il 24 ottobre 2009 nella partita pareggiata 2-2 con le pari età della Serbia, in occasione del primo turno di qualificazione agli Europei di categoria 2010. L'anno del debutto è anche quello del suo primo trofeo internazionale, nonché primo trofeo delle spagnole under 17, conquistato nella sofferta finale del 26 giugno 2010 giocata contro le avversarie dell'Irlanda e conclusasi ai tiri di rigore dopo che i tempi regolamentari erano terminati a reti inviolate.
La prestazione permette alla sua nazionale di partecipare al mondiale di Trinidad e Tobago 2010 dove viene impiegata in tutte e cinque le partite del torneo. Inserita nel gruppo C con Giappone e Nuova Zelanda, ha nuovamente occasione, il 6 settembre, di siglare una rete nella fase a gironi del torneo, quella del parziale 2-0 sulle giapponesi (partita terminata poi 4-1 per le spagnole). Promossa ai quarti, la squadra affronta e vince con il risultato di 2-1 le pari età del Brasile. Persa la semifinale per 1-2 contro la Corea del Sud, le spagnole conquistano il terzo posto nella finalina giocata all'Hasely Crawford Stadium di Port of Spain e vinta per 1-0 sulle avversarie della Corea del Nord.
Jorge Vilda la inserisce in rosa anche nella formazione che disputa l'Europeo under 17 del 2011. Putellas ha così l'occasione di vincere il suo secondo titolo internazionale, conquistato il 31 luglio 2011 battendo per 1-0 le avversarie della Francia.
Durante il 2011 Putellas viene convocata nella formazione under 19 che affronta le qualificazioni all'Europeo di categoria di Turchia 2012. La squadra, ottenuto l'accesso alla fase finale e inserita nel girone B, supera il gruppo al primo posto, condividendolo con la Svezia. Nella fase a eliminazione diretta gioca e vince la semifinale superando il Portogallo per 1-0, e rincontra la Svezia, con la quale aveva pareggiato 0-0 la prima fase, nella finale del 14 luglio 2012. Il risultato, bloccato nuovamente sullo 0-0 dopo i tempi regolamentari, si sblocca al 108º minuto, con la rete della svedese Malin Diaz Pettersson, e fa sfumare a Putellas la possibilità di conquistare il suo personale terzo titolo internazionale. Con la nazionale spagnola under 19 totalizzerà, tra il 2011 e il 2013, 20 presenze realizzando 13 reti.
Il 28 giugno 2013 fa il suo debutto ufficiale con la maglia della nazionale maggiore, subentrando al 46' della partita amichevole di preparazione al campionato d'Europa disputata a Vejle e pareggiata per 2-2 con la Danimarca. Il giorno seguente, il responsabile tecnico Ignacio Quereda conferma la sua presenza nella rosa delle 23 convocate per rappresentare la Spagna alla fase finale dell'Europeo di Svezia 2013. La squadra, inserita nel Gruppo C, supera la fase a gironi classificandosi seconda dopo la Francia, anche in virtù della rete siglata al 93' e che fissa il 3-2 il risultato della partita vinta il 12 luglio sull'Inghilterra. Putellas gioca tutti i 90 minuti della partita dei quarti di finale del 22 luglio, incontro dove le spagnole vengono eliminate dalla Norvegia con il risultato di 3-1.
Nell'ottobre 2013 viene nuovamente convocata per le qualificazioni al campionato mondiale, nel Gruppo 2, dove riesce ad ottenere la prima posizione per poter accedere così alla fase finale. Nel 2015 prende parte al campionato mondiale, che vede la Spagna eliminata nella fase a gironi. Due anni dopo partecipa al campionato europeo, dove la nazionale spagnola esce ai quarti di finale. Nel 2019 viene convocata per il campionato mondiale, competizione in cui la sua nazionale viene eliminata allo stadio degli ottavi di finale.
Il 5 luglio 2022, in allenamento, subisce la rottura del legamento crociato anteriore, dovendo così rinunciare agli Europei imminenti.
Nel 2023 viene convocata per il vittorioso mondiale disputato in Australia e Nuova Zelanda, scendendo in campo - da subentrante - anche nella finale, vinta 1-0 sull'Inghilterra.

## Vita privata
Alexia Putellas esulta ad ogni gol puntando gli indici al cielo, per ricordare suo padre deceduto pochi giorni prima che lei disputasse il Campionato europeo under 19 del 2012.
A partire dal 2020, cioè da quando alla sua compagna di squadra e amica Virginia Torrecilla è stato diagnosticato un tumore, Putellas è solita indossare in nazionale la maglia numero 14, storicamente vestita da Torrecilla.
Dopo Lionel Messi e Johan Cruijff, Alexia è diventata nel 2021 il terzo giocatore (e prima giocatrice) insignita della Creu de Sant Jordi, tra le maggiori onorificenze della Catalogna.
È considerata un'attivista per i diritti LGBT, avendo più volte affrontato il tema dell'omofobia, in particolare nel calcio maschile.
Ha avuto una relazione con Olga Ríos, influencer spagnola.

## Statistiche

### Presenze e reti nei club
Statistiche aggiornate al 7 giugno 2025.
| Stagione          | Squadra           | Campionato        | Campionato | Campionato | Coppe nazionali | Coppe nazionali | Coppe nazionali | Coppe continentali | Coppe continentali | Coppe continentali | Altre coppe | Altre coppe | Altre coppe | Totale | Totale |
| Stagione          | Squadra           | Comp              | Pres       | Reti       | Comp            | Pres            | Reti            | Comp               | Pres               | Reti               | Comp        | Pres        | Reti        | Pres   | Reti   |
| ----------------- | ----------------- | ----------------- | ---------- | ---------- | --------------- | --------------- | --------------- | ------------------ | ------------------ | ------------------ | ----------- | ----------- | ----------- | ------ | ------ |
| 2009-2010         | Espanyol          | SL                | 1          | 0          | CR              | 1               | 0               | -                  | -                  | -                  | -           | -           | -           | 2      | 0      |
| 2010-2011         | Espanyol          | SL                | 24         | 3          | CR              | 4               | 1               | -                  | -                  | -                  | -           | -           | -           | 28     | 4      |
| Totale Espanyol   | Totale Espanyol   | Totale Espanyol   | 25         | 3          | -               | 5               | 1               | -                  | -                  | -                  | -           | -           | -           | 30     | 4      |
| 2011-2012         | Levante           | PD                | 34         | 15         | CR              | 0               | 0               | -                  | -                  | -                  | -           | -           | -           | 34     | 15     |
| 2012-2013         | Barcellona        | PD                | 30         | 12         | CR              | 5               | 1               | UWCL               | 2                  | 0                  | CC          | 2           | 0           | 39     | 13     |
| 2013-2014         | Barcellona        | PD                | 30         | 8          | CR              | 5               | 3               | UWCL               | 6                  | 0                  | CC          | 2           | 1           | 43     | 12     |
| 2014-2015         | Barcellona        | PD                | 26         | 6          | CR              | 2               | 0               | UWCL               | 4                  | 1                  | CC          | 2           | 1           | 34     | 8      |
| 2015-2016         | Barcellona        | PD                | 29         | 18         | CR              | 3               | 2               | UWCL               | 5                  | 0                  | CC          | 2           | 0           | 39     | 20     |
| 2016-2017         | Barcellona        | PD                | 28         | 10         | CR              | 3               | 1               | UWCL               | 8                  | 0                  | CC          | 2           | 4           | 41     | 15     |
| 2017-2018         | Barcellona        | PD                | 29         | 10         | CR              | 4               | 2               | UWCL               | 4                  | 1                  | CC          | 2           | 0           | 39     | 13     |
| 2018-2019         | Barcellona        | PD                | 28         | 17         | CR              | 3               | 1               | UWCL               | 8                  | 1                  | CC          | 0           | 0           | 39     | 19     |
| 2019-2020         | Barcellona        | PD                | 20         | 10         | CR              | 3               | 1               | UWCL               | 6                  | 3                  | CC+SE       | 2+2         | 2+2         | 33     | 18     |
| 2020-2021         | Barcellona        | PD                | 31         | 18         | CR              | 3               | 5               | UWCL               | 9                  | 2                  | SE          | 1           | 1           | 44     | 26     |
| 2021-2022         | Barcellona        | PD                | 26         | 18         | CR              | 4               | 4               | UWCL               | 10                 | 11                 | SE          | 2           | 1           | 42     | 34     |
| 2022-2023         | Barcellona        | PD                | 5          | 1          | CR              | 0               | 0               | UWCL               | 1                  | 0                  | SE          | 0           | 0           | 6      | 1      |
| 2023-2024         | Barcellona        | PD                | 19         | 8          | CR              | 2               | 0               | UWCL               | 6                  | 3                  | SE          | 0           | 0           | 27     | 11     |
| 2024-2025         | Barcellona        | PD                | 24         | 16         | CR              | 3               | 2               | UWCL               | 10                 | 3                  | CC+SS       | 0+2         | 0+1         | 39     | 22     |
| Totale Barcellona | Totale Barcellona | Totale Barcellona | 325        | 152        |                 | 40              | 22              |                    | 79                 | 25                 |             | 21          | 13          | 465    | 212    |
| Totale Carriera   | Totale Carriera   | Totale Carriera   | 382        | 169        |                 | 45              | 23              |                    | 79                 | 25                 |             | 21          | 13          | 529    | 231    |

### Cronologia presenze e reti in nazionale
| Cronologia completa delle presenze e delle reti in nazionale ― Spagna | Cronologia completa delle presenze e delle reti in nazionale ― Spagna | Cronologia completa delle presenze e delle reti in nazionale ― Spagna | Cronologia completa delle presenze e delle reti in nazionale ― Spagna | Cronologia completa delle presenze e delle reti in nazionale ― Spagna | Cronologia completa delle presenze e delle reti in nazionale ― Spagna | Cronologia completa delle presenze e delle reti in nazionale ― Spagna | Cronologia completa delle presenze e delle reti in nazionale ― Spagna |
| Data                                                                  | Città                                                                 | In casa                                                               | Risultato                                                             | Ospiti                                                                | Competizione                                                          | Reti                                                                  | Note                                                                  |
| --------------------------------------------------------------------- | --------------------------------------------------------------------- | --------------------------------------------------------------------- | --------------------------------------------------------------------- | --------------------------------------------------------------------- | --------------------------------------------------------------------- | --------------------------------------------------------------------- | --------------------------------------------------------------------- |
| 28-6-2013                                                             | Vejle                                                                 | Danimarca                                                             | 2 – 2                                                                 | Spagna                                                                | Amichevole                                                            | -                                                                     | 46’                                                                   |
| 12-7-2013                                                             | Linköping                                                             | Inghilterra                                                           | 2 – 3                                                                 | Spagna                                                                | Euro 2013 - 1º turno                                                  | 1                                                                     | 72’                                                                   |
| 15-7-2013                                                             | Norrköping                                                            | Spagna                                                                | 0 – 1                                                                 | Francia                                                               | Euro 2013 - 1º turno                                                  | -                                                                     | 79’                                                                   |
| 18-7-2013                                                             | Norrköping                                                            | Russia                                                                | 1 – 1                                                                 | Spagna                                                                | Euro 2013 - 1º turno                                                  | -                                                                     | 68’                                                                   |
| 22-7-2013                                                             | Kalmar                                                                | Norvegia                                                              | 3 – 1                                                                 | Spagna                                                                | Euro 2013 - Quarti di finale                                          | -                                                                     |                                                                       |
| 23-11-2013                                                            | Aranjuez                                                              | Spagna                                                                | 1 – 0                                                                 | Romania                                                               | Qual. Mondiali 2015                                                   | -                                                                     | 76’                                                                   |
| 27-11-2013                                                            | Fuenlabrada                                                           | Spagna                                                                | 3 – 2                                                                 | Rep. Ceca                                                             | Qual. Mondiali 2015                                                   | -                                                                     | 81’                                                                   |
| 15-1-2014                                                             | Cartagena                                                             | Spagna                                                                | 1 – 2                                                                 | Norvegia                                                              | Amichevole                                                            | -                                                                     |                                                                       |
| 13-2-2014                                                             | Logroño                                                               | Spagna                                                                | 12 – 0                                                                | Macedonia del Nord                                                    | Qual. Mondiali 2015                                                   | -                                                                     | 75’                                                                   |
| 5-4-2014                                                              | Vicenza                                                               | Italia                                                                | 0 – 0                                                                 | Spagna                                                                | Qual. Mondiali 2015                                                   | -                                                                     | 74’                                                                   |
| 10-4-2014                                                             | Skopje                                                                | Macedonia del Nord                                                    | 0 – 10                                                                | Spagna                                                                | Qual. Mondiali 2015                                                   | 1                                                                     | 65’                                                                   |
| 8-5-2014                                                              | Tallinn                                                               | Estonia                                                               | 0 – 5                                                                 | Spagna                                                                | Qual. Mondiali 2015                                                   | -                                                                     | 60’                                                                   |
| 13-9-2014                                                             | Brașov                                                                | Romania                                                               | 0 – 2                                                                 | Spagna                                                                | Qual. Mondiali 2015                                                   | -                                                                     | 73’                                                                   |
| 17-9-2014                                                             | Písek                                                                 | Rep. Ceca                                                             | 0 – 1                                                                 | Spagna                                                                | Qual. Mondiali 2015                                                   | -                                                                     |                                                                       |
| 10-2-2015                                                             | Lloret de Mar                                                         | Spagna                                                                | 2 – 2                                                                 | Austria                                                               | Amichevole                                                            | 1                                                                     | 69’                                                                   |
| 11-2-2015                                                             | Barcellona                                                            | Spagna                                                                | 2 – 1                                                                 | Belgio                                                                | Amichevole                                                            | -                                                                     | 75’                                                                   |
| 3-3-2015                                                              | Huesca                                                                | Spagna                                                                | 2 – 2                                                                 | Svezia                                                                | Amichevole                                                            | -                                                                     | 46’                                                                   |
| 6-3-2015                                                              | Eibar                                                                 | Spagna                                                                | 0 – 0                                                                 | Nuova Zelanda                                                         | Amichevole                                                            | -                                                                     | 51’ 67’                                                               |
| 8-4-2015                                                              | Oviedo                                                                | Spagna                                                                | 1 – 0                                                                 | Irlanda                                                               | Amichevole                                                            | -                                                                     |                                                                       |
| 9-6-2015                                                              | Calgary                                                               | Spagna                                                                | 1 – 1                                                                 | Costa Rica                                                            | Mondiali 2015 - 1º turno                                              | -                                                                     |                                                                       |
| 13-6-2015                                                             | Montréal                                                              | Brasile                                                               | 1 – 0                                                                 | Spagna                                                                | Mondiali 2015 - 1º turno                                              | -                                                                     |                                                                       |
| 18-6-2015                                                             | Ottawa                                                                | Corea del Sud                                                         | 2 – 1                                                                 | Spagna                                                                | Mondiali 2015 - 1º turno                                              | -                                                                     |                                                                       |
| 27-10-2015                                                            | Helsinki                                                              | Finlandia                                                             | 1 – 2                                                                 | Spagna                                                                | Qual. Euro 2017                                                       | 1                                                                     | 90+2’                                                                 |
| 26-11-2015                                                            | Dublino                                                               | Irlanda                                                               | 0 – 3                                                                 | Spagna                                                                | Qual. Euro 2017                                                       | -                                                                     |                                                                       |
| 1-12-2015                                                             | Getafe                                                                | Spagna                                                                | 2 – 0                                                                 | Portogallo                                                            | Qual. Euro 2017                                                       | -                                                                     |                                                                       |
| 24-1-2016                                                             | Podgorica                                                             | Montenegro                                                            | 0 – 7                                                                 | Spagna                                                                | Qual. Euro 2017                                                       | 1                                                                     |                                                                       |
| 8-4-2016                                                              | Lisbona                                                               | Portogallo                                                            | 1 – 4                                                                 | Spagna                                                                | Qual. Euro 2017                                                       | 1                                                                     | 86’                                                                   |
| 12-4-2016                                                             | Madrid                                                                | Spagna                                                                | 3 – 0                                                                 | Irlanda                                                               | Qual. Euro 2017                                                       | -                                                                     |                                                                       |
| 15-9-2016                                                             | Bilbao                                                                | Spagna                                                                | 13 – 0                                                                | Montenegro                                                            | Qual. Euro 2017                                                       | 1                                                                     |                                                                       |
| 20-9-2016                                                             | Salamanca                                                             | Spagna                                                                | 5 – 0                                                                 | Finlandia                                                             | Qual. Euro 2017                                                       | -                                                                     | 72’                                                                   |
| 1-3-2017                                                              | Parchal                                                               | Giappone                                                              | 1 – 2                                                                 | Spagna                                                                | Algarve Cup 2017 - 1º turno                                           | -                                                                     | 65’                                                                   |
| 4-3-2017                                                              | Faro                                                                  | Spagna                                                                | 3 – 0                                                                 | Norvegia                                                              | Algarve Cup 2017 - 1º turno                                           | -                                                                     |                                                                       |
| 8-3-2017                                                              | Faro                                                                  | Spagna                                                                | 1 – 0                                                                 | Canada                                                                | Algarve Cup 2017 - Finale                                             | -                                                                     | 72’                                                                   |
| 8-4-2017                                                              | Eupen                                                                 | Belgio                                                                | 1 – 4                                                                 | Spagna                                                                | Amichevole                                                            | -                                                                     | 68’                                                                   |
| 10-6-2017                                                             | Fuenlabrada                                                           | Spagna                                                                | 1 – 2                                                                 | Brasile                                                               | Amichevole                                                            | -                                                                     | 46’                                                                   |
| 30-6-2017                                                             | Cadice                                                                | Spagna                                                                | 7 – 0                                                                 | Belgio                                                                | Amichevole                                                            | 1                                                                     | 67’                                                                   |
| 19-7-2017                                                             | Doetinchem                                                            | Spagna                                                                | 2 – 0                                                                 | Portogallo                                                            | Euro 2017 - 1º turno                                                  | -                                                                     | 80’                                                                   |
| 23-7-2017                                                             | Breda                                                                 | Inghilterra                                                           | 2 – 0                                                                 | Spagna                                                                | Euro 2017 - 1º turno                                                  | -                                                                     |                                                                       |
| 27-7-2017                                                             | Deventer                                                              | Scozia                                                                | 1 – 0                                                                 | Spagna                                                                | Euro 2017 - 1º turno                                                  | -                                                                     |                                                                       |
| 30-7-2017                                                             | Tilburg                                                               | Austria                                                               | 0 – 0 (5 - 3 dtr)                                                     | Spagna                                                                | Euro 2017 - Quarti di finale                                          | -                                                                     | 68’                                                                   |
| 17-9-2017                                                             | Calais                                                                | Francia                                                               | 3 – 1                                                                 | Spagna                                                                | Amichevole                                                            | -                                                                     | 46’                                                                   |
| 23-10-2017                                                            | Ramat Gan                                                             | Israele                                                               | 0 – 6                                                                 | Spagna                                                                | Qual. Mondiali 2019                                                   | -                                                                     |                                                                       |
| 24-11-2017                                                            | Belgrado                                                              | Serbia                                                                | 1 – 2                                                                 | Spagna                                                                | Qual. Mondiali 2019                                                   | -                                                                     |                                                                       |
| 28-11-2017                                                            | Palma di Maiorca                                                      | Spagna                                                                | 4 – 0                                                                 | Austria                                                               | Qual. Mondiali 2019                                                   | 1                                                                     |                                                                       |
| 20-1-2018                                                             | San Pedro del Pinatar                                                 | Spagna                                                                | 1 – 0                                                                 | Paesi Bassi                                                           | Amichevole                                                            | 1                                                                     |                                                                       |
| 28-2-2018                                                             | Larnaca                                                               | Austria                                                               | 0 – 2                                                                 | Spagna                                                                | Cyprus Cup 2018 - 1º turno                                            | -                                                                     |                                                                       |
| 2-3-2018                                                              | Nicosia                                                               | Spagna                                                                | 0 – 0                                                                 | Belgio                                                                | Cyprus Cup 2018 - 1º turno                                            | -                                                                     | 71’                                                                   |
| 5-3-2018                                                              | Larnaca                                                               | Spagna                                                                | 2 – 0                                                                 | Rep. Ceca                                                             | Cyprus Cup 2018 - 1º turno                                            | 1                                                                     |                                                                       |
| 7-3-2018                                                              | Larnaca                                                               | Italia                                                                | 0 – 2                                                                 | Spagna                                                                | Cyprus Cup 2018 - Finale                                              | -                                                                     | 85’                                                                   |
| 6-4-2018                                                              | Helsinki                                                              | Finlandia                                                             | 0 – 2                                                                 | Spagna                                                                | Qual. Mondiali 2019                                                   | -                                                                     | 82’                                                                   |
| 10-4-2018                                                             | Wiener Neustadt                                                       | Austria                                                               | 0 – 1                                                                 | Spagna                                                                | Qual. Mondiali 2019                                                   | -                                                                     | 90+3’                                                                 |
| 7-6-2018                                                              | Gijón                                                                 | Spagna                                                                | 2 – 0                                                                 | Israele                                                               | Qual. Mondiali 2019                                                   | 1                                                                     |                                                                       |
| 8-11-2018                                                             | Leganés                                                               | Spagna                                                                | 3 – 1                                                                 | Polonia                                                               | Amichevole                                                            | 1                                                                     | 90+1’                                                                 |
| 22-1-2019                                                             | Alicante                                                              | Spagna                                                                | 0 – 1                                                                 | Stati Uniti                                                           | Amichevole                                                            | -                                                                     |                                                                       |
| 27-2-2019                                                             | Parchal                                                               | Spagna                                                                | 2 – 0                                                                 | Paesi Bassi                                                           | Algarve Cup 2019 - 1º turno                                           | -                                                                     | 74’                                                                   |
| 1-3-2019                                                              | Lagos                                                                 | Polonia                                                               | 3 – 0                                                                 | Spagna                                                                | Algarve Cup 2019 - 1º turno                                           | -                                                                     | 46’                                                                   |
| 6-3-2019                                                              | Albufeira                                                             | Svizzera                                                              | 0 – 2                                                                 | Spagna                                                                | Algarve Cup 2019 - Finale 7º posto                                    | -                                                                     | 61’                                                                   |
| 5-4-2019                                                              | Cordova                                                               | Spagna                                                                | 2 – 1                                                                 | Brasile                                                               | Amichevole                                                            | 1                                                                     | 85’                                                                   |
| 10-4-2019                                                             | Milton Keynes                                                         | Inghilterra                                                           | 2 – 1                                                                 | Spagna                                                                | Amichevole                                                            | -                                                                     |                                                                       |
| 2-6-2019                                                              | Parigi                                                                | Spagna                                                                | 1 – 1                                                                 | Giappone                                                              | Amichevole                                                            | -                                                                     | 64’                                                                   |
| 8-6-2019                                                              | Saint-Denis                                                           | Spagna                                                                | 3 – 1                                                                 | Sudafrica                                                             | Mondiali 2019 - 1º turno                                              | -                                                                     | 73’                                                                   |
| 12-6-2019                                                             | Valenciennes                                                          | Germania                                                              | 1 – 0                                                                 | Spagna                                                                | Mondiali 2019 - 1º turno                                              | -                                                                     | 76’                                                                   |
| 17-6-2019                                                             | Le Havre                                                              | Cina                                                                  | 0 – 0                                                                 | Spagna                                                                | Mondiali 2019 - 1º turno                                              | -                                                                     | 67’                                                                   |
| 24-6-2019                                                             | Reims                                                                 | Spagna                                                                | 1 – 2                                                                 | Stati Uniti                                                           | Mondiali 2019 - Ottavi di finale                                      | -                                                                     | 79’                                                                   |
| 31-8-2019                                                             | Clermont-Ferrand                                                      | Francia                                                               | 2 – 0                                                                 | Spagna                                                                | Amichevole                                                            | -                                                                     |                                                                       |
| 4-10-2019                                                             | La Coruña                                                             | Spagna                                                                | 4 – 0                                                                 | Azerbaigian                                                           | Qual. Euro 2022                                                       | -                                                                     |                                                                       |
| 8-10-2019                                                             | Teplice                                                               | Rep. Ceca                                                             | 1 – 5                                                                 | Spagna                                                                | Qual. Euro 2022                                                       | -                                                                     |                                                                       |
| 12-11-2019                                                            | Poznań                                                                | Polonia                                                               | 0 – 0                                                                 | Spagna                                                                | Qual. Euro 2022                                                       | -                                                                     |                                                                       |
| 5-3-2020                                                              | Nashville                                                             | Spagna                                                                | 3 – 1                                                                 | Giappone                                                              | Amichevole                                                            | 1                                                                     | 80’                                                                   |
| 8-3-2020                                                              | Detroit                                                               | Stati Uniti                                                           | 1 – 0                                                                 | Spagna                                                                | Amichevole                                                            | -                                                                     |                                                                       |
| 11-3-2020                                                             | Houston                                                               | Inghilterra                                                           | 0 – 1                                                                 | Spagna                                                                | Amichevole                                                            | 1                                                                     | 46’                                                                   |
| 18-9-2020                                                             | Chișinău                                                              | Moldavia                                                              | 0 – 9                                                                 | Spagna                                                                | Qual. Euro 2022                                                       | -                                                                     | 79’                                                                   |
| 23-10-2020                                                            | Valencia                                                              | Spagna                                                                | 4 – 0                                                                 | Rep. Ceca                                                             | Qual. Euro 2022                                                       | 1                                                                     | 78’                                                                   |
| 27-11-2020                                                            | Toledo                                                                | Spagna                                                                | 10 – 0                                                                | Moldavia                                                              | Qual. Euro 2022                                                       | 1                                                                     |                                                                       |
| 18-2-2021                                                             | Baku                                                                  | Azerbaigian                                                           | 0 – 13                                                                | Spagna                                                                | Qual. Euro 2022                                                       | -                                                                     | 69’                                                                   |
| 23-2-2021                                                             | Getafe                                                                | Spagna                                                                | 3 – 0                                                                 | Polonia                                                               | Amichevole                                                            | -                                                                     |                                                                       |
| 9-4-2021                                                              | Marbella                                                              | Spagna                                                                | 1 – 0                                                                 | Paesi Bassi                                                           | Amichevole                                                            | -                                                                     |                                                                       |
| 13-4-2021                                                             | Alcorcón                                                              | Spagna                                                                | 3 – 0                                                                 | Messico                                                               | Amichevole                                                            | -                                                                     | 65’                                                                   |
| 10-6-2021                                                             | Santander                                                             | Spagna                                                                | 3 – 0                                                                 | Belgio                                                                | Amichevole                                                            | 1                                                                     |                                                                       |
| 15-6-2021                                                             | Granada                                                               | Spagna                                                                | 3 – 0                                                                 | Danimarca                                                             | Amichevole                                                            | -                                                                     | 87’                                                                   |
| 16-9-2021                                                             | Tórshavn                                                              | Fær Øer                                                               | 0 – 10                                                                | Spagna                                                                | Qual. Mondiali 2023                                                   | 1                                                                     | 66’                                                                   |
| 20-9-2021                                                             | Budapest                                                              | Ungheria                                                              | 0 – 7                                                                 | Spagna                                                                | Qual. Mondiali 2023                                                   | -                                                                     |                                                                       |
| 20-10-2021                                                            | Cáceres                                                               | Spagna                                                                | 3 – 0                                                                 | Marocco                                                               | Amichevole                                                            | -                                                                     |                                                                       |
| 26-10-2021                                                            | Kovalivka                                                             | Ucraina                                                               | 0 – 6                                                                 | Spagna                                                                | Qual. Mondiali 2023                                                   | 1                                                                     |                                                                       |
| 25-11-2021                                                            | Madrid                                                                | Spagna                                                                | 12 – 0                                                                | Fær Øer                                                               | Qual. Mondiali 2023                                                   | 1                                                                     | 70’                                                                   |
| 30-11-2021                                                            | Siviglia                                                              | Spagna                                                                | 8 – 0                                                                 | Scozia                                                                | Qual. Mondiali 2023                                                   | 1                                                                     | 84’                                                                   |
| 17-2-2022                                                             | Middlesbrough                                                         | Germania                                                              | 1 – 1                                                                 | Spagna                                                                | Arnold Clark Cup 2022                                                 | 1                                                                     | 78’                                                                   |
| 20-2-2022                                                             | Norwich                                                               | Inghilterra                                                           | 0 – 0                                                                 | Spagna                                                                | Arnold Clark Cup 2022                                                 | -                                                                     |                                                                       |
| 23-2-2022                                                             | Wolverhampton                                                         | Canada                                                                | 0 – 1                                                                 | Spagna                                                                | Arnold Clark Cup 2022                                                 | 1                                                                     |                                                                       |
| 7-4-2022                                                              | Alicante                                                              | Spagna                                                                | 1 – 1                                                                 | Brasile                                                               | Amichevole                                                            | 1                                                                     | 65’                                                                   |
| 13-4-2022                                                             | Glasgow                                                               | Scozia                                                                | 0 – 2                                                                 | Spagna                                                                | Qual. Mondiali 2023                                                   | -                                                                     |                                                                       |
| 25-6-2022                                                             | Huelva                                                                | Spagna                                                                | 7 – 0                                                                 | Australia                                                             | Amichevole                                                            | -                                                                     | 70’                                                                   |
| 1-7-2022                                                              | Castel di Sangro                                                      | Italia                                                                | 1 – 1                                                                 | Spagna                                                                | Amichevole                                                            | 1                                                                     |                                                                       |
| 29-6-2023                                                             | Avilés                                                                | Spagna                                                                | 7 – 0                                                                 | Panama                                                                | Amichevole                                                            | 1                                                                     | 64’                                                                   |
| 5-7-2023                                                              | Herning                                                               | Danimarca                                                             | 0 – 2                                                                 | Spagna                                                                | Amichevole                                                            | -                                                                     | 59’                                                                   |
| 21-7-2023                                                             | Wellington                                                            | Spagna                                                                | 3 – 0                                                                 | Costa Rica                                                            | Mondiali 2023 - 1º turno                                              | -                                                                     | 77’                                                                   |
| 26-7-2023                                                             | Auckland                                                              | Spagna                                                                | 5 – 0                                                                 | Zambia                                                                | Mondiali 2023 - 1º turno                                              | -                                                                     | 46’                                                                   |
| 31-7-2023                                                             | Wellington                                                            | Giappone                                                              | 4 – 0                                                                 | Spagna                                                                | Mondiali 2023 - 1º turno                                              | -                                                                     | 62’                                                                   |
| 5-8-2023                                                              | Auckland                                                              | Svizzera                                                              | 1 – 5                                                                 | Spagna                                                                | Mondiali 2023 - Ottavi di finale                                      | -                                                                     | 78’                                                                   |
| 11-8-2023                                                             | Wellington                                                            | Spagna                                                                | 2 – 1                                                                 | Paesi Bassi                                                           | Mondiali 2023 - Quarti di finale                                      | -                                                                     | 101’                                                                  |
| 15-8-2023                                                             | Auckland                                                              | Spagna                                                                | 2 – 1                                                                 | Svezia                                                                | Mondiali 2023 - Semifinale                                            | -                                                                     | 57’                                                                   |
| 20-8-2023                                                             | Sydney                                                                | Spagna                                                                | 1 – 0                                                                 | Inghilterra                                                           | Mondiali 2023 - Finale                                                | -                                                                     | 90’                                                                   |
| 22-9-2023                                                             | Göteborg                                                              | Svezia                                                                | 2 – 3                                                                 | Spagna                                                                | UEFA Women's Nations League 2023-2024 - 1º turno                      | -                                                                     |                                                                       |
| 26-9-2023                                                             | Cordova                                                               | Spagna                                                                | 5 – 0                                                                 | Svizzera                                                              | UEFA Women's Nations League 2023-2024 - 1º turno                      | -                                                                     |                                                                       |
| 31-10-2023                                                            | Zurigo                                                                | Svizzera                                                              | 1 – 7                                                                 | Spagna                                                                | UEFA Women's Nations League 2023-2024 - 1º turno                      | 2                                                                     |                                                                       |
| 5-4-2024                                                              | Heverlee                                                              | Belgio                                                                | 0 – 7                                                                 | Spagna                                                                | Qual. Euro 2025                                                       | -                                                                     | 71’                                                                   |
| 9-4-2024                                                              | Burgos                                                                | Spagna                                                                | 3 – 1                                                                 | Rep. Ceca                                                             | Qual. Euro 2025                                                       | -                                                                     | 61’                                                                   |
| 31-5-2024                                                             | Vejle                                                                 | Danimarca                                                             | 0 – 2                                                                 | Spagna                                                                | Qual. Euro 2025                                                       | -                                                                     |                                                                       |
| 4-6-2024                                                              | Tenerife                                                              | Spagna                                                                | 3 – 2                                                                 | Danimarca                                                             | Qual. Euro 2025                                                       | -                                                                     |                                                                       |
| 12-7-2024                                                             | Chomutov                                                              | Rep. Ceca                                                             | 2 – 1                                                                 | Spagna                                                                | Qual. Euro 2025                                                       | -                                                                     | 46’                                                                   |
| 16-7-2024                                                             | La Coruna                                                             | Spagna                                                                | 2 – 0                                                                 | Belgio                                                                | Qual. Euro 2025                                                       | -                                                                     | 89’                                                                   |
| 25-7-2024                                                             | Nantes                                                                | Spagna                                                                | 2 – 1                                                                 | Giappone                                                              | Olimpiadi 2024 - 1º turno                                             | -                                                                     | 68’                                                                   |
| 28-7-2024                                                             | Nantes                                                                | Spagna                                                                | 1 – 0                                                                 | Nigeria                                                               | Olimpiadi 2024 - 1º turno                                             | 1                                                                     |                                                                       |
| 31-7-2024                                                             | Bordeaux                                                              | Brasile                                                               | 0 – 2                                                                 | Spagna                                                                | Olimpiadi 2024 - 1º turno                                             | 1                                                                     | 59’                                                                   |
| 3-8-2024                                                              | Lione                                                                 | Spagna                                                                | 2 – 2 dts (4 – 2 dtr)                                                 | Colombia                                                              | Olimpiadi 2024 - Quarti di finale                                     | -                                                                     | 65’                                                                   |
| 6-8-2024                                                              | Marsiglia                                                             | Brasile                                                               | 4 – 2                                                                 | Spagna                                                                | Olimpiadi 2024 - Semifinale                                           | -                                                                     | 77’                                                                   |
| 9-8-2024                                                              | Décines-Charpieu                                                      | Spagna                                                                | 0 – 1                                                                 | Germania                                                              | Olimpiadi 2024 - Finale 3º posto                                      | -                                                                     |                                                                       |
| 25-10-2024                                                            | Almendralejo                                                          | Spagna                                                                | 1 – 1                                                                 | Canada                                                                | Amichevole                                                            | -                                                                     |                                                                       |
| 29-10-2024                                                            | Vicenza                                                               | Italia                                                                | 1 – 1                                                                 | Spagna                                                                | Amichevole                                                            | -                                                                     | 57’                                                                   |
| 4-4-2025                                                              | Paços de Ferreira                                                     | Portogallo                                                            | 2 – 4                                                                 | Spagna                                                                | UEFA Women's Nations League 2025 - 1° turno                           | -                                                                     | cap.                                                                  |
| 8-4-2025                                                              | Vigo                                                                  | Spagna                                                                | 7 – 1                                                                 | Portogallo                                                            | UEFA Women's Nations League 2025 - 1° turno                           | 2                                                                     | 77’                                                                   |
| 30-5-2025                                                             | Lovanio                                                               | Belgio                                                                | 1 – 5                                                                 | Spagna                                                                | UEFA Women's Nations League 2025 - 1° turno                           | -                                                                     |                                                                       |
| 3-6-2025                                                              | Cornellà de Llobregat                                                 | Spagna                                                                | 2 – 1                                                                 | Inghilterra                                                           | UEFA Women's Nations League 2025 - 1° turno                           | -                                                                     |                                                                       |
| 27-6-2025                                                             | Leganés                                                               | Spagna                                                                | 3 – 1                                                                 | Giappone                                                              | Amichevole                                                            | -                                                                     | cap. 85’                                                              |
| 3-7-2025                                                              | Berna                                                                 | Spagna                                                                | 5 – 0                                                                 | Portogallo                                                            | Euro 2025 - 1° turno                                                  | 1                                                                     | cap.                                                                  |
| 7-7-2025                                                              | Thun                                                                  | Spagna                                                                | 6 – 2                                                                 | Belgio                                                                | Euro 2025 - 1° turno                                                  | 2                                                                     | cap.                                                                  |
| 11-7-2025                                                             | Berna                                                                 | Italia                                                                | 1 – 3                                                                 | Spagna                                                                | Euro 2025 - 1° turno                                                  | -                                                                     |                                                                       |
| 18-7-2025                                                             | Berna                                                                 | Spagna                                                                | 2 – 0                                                                 | Svizzera                                                              | Euro 2025 - Quarti di finale                                          | -                                                                     | 90’                                                                   |
| 23-7-2025                                                             | Zurigo                                                                | Germania                                                              | 0 – 1 dts                                                             | Spagna                                                                | Euro 2025 - Semifinale                                                | -                                                                     |                                                                       |
| 27-7-2025                                                             | Basilea                                                               | Inghilterra                                                           | 1 – 1 dts (3 - 1 dtr)                                                 | Spagna                                                                | Euro 2025 - Finale                                                    | -                                                                     | 71’                                                                   |
| Totale                                                                |                                                                       | Presenze                                                              | 138                                                                   |                                                                       | Reti                                                                  | 37                                                                    |                                                                       |

## Palmarès

### Club

#### Competizioni regionali
- Copa de Catalunya: 7

Barcellona: 2012, 2014, 2015, 2016, 2017, 2018, 2019

#### Competizioni nazionali
- Campionato spagnolo: 9  (record)

Barcellona: 2012-2013, 2013-2014, 2014-2015, 2019-2020, 2020-2021, 2021-2022, 2022-2023, 2023-2024, 2024-2025
- Coppa della Regina: 10

Espanyol: 2010
Barcellona: 2013, 2014, 2017, 2018, 2019-2020, 2020-2021, 2021-2022, 2023-2024, 2024-2025
- Supercoppa spagnola: 3

Barcellona: 2020, 2022, 2025

#### Competizioni internazionali
- UEFA Women's Champions League: 3

Barcellona: 2020-2021, 2022-2023, 2023-2024

### Nazionale
- Campionato d'Europa under 17: 2

2010, 2011
- Algarve Cup: 1

2017
- Cyprus Cup: 1

2018
- Campionato mondiale: 1

2023
- UEFA Women's Nations League: 1

2023-2024

### Individuale
- UEFA Women's Player of the Year Award: 2

2020-2021, 2021-2022
- UEFA Club Football Awards: 1

Miglior centrocampista: 2020-2021
- Pallone d'oro femminile: 2

2021, 2022
- Globe Soccer Awards: 2

Miglior calciatrice dell'anno: 2021, 2022
- The Best FIFA Women's Player: 2

2021, 2022
- Miglior costruttrice di gioco dell'anno IFFHS: 2

2021, 2022
- Miglior calciatrice dell'anno IFFHS: 2

2021, 2022

## Nella cultura di massa

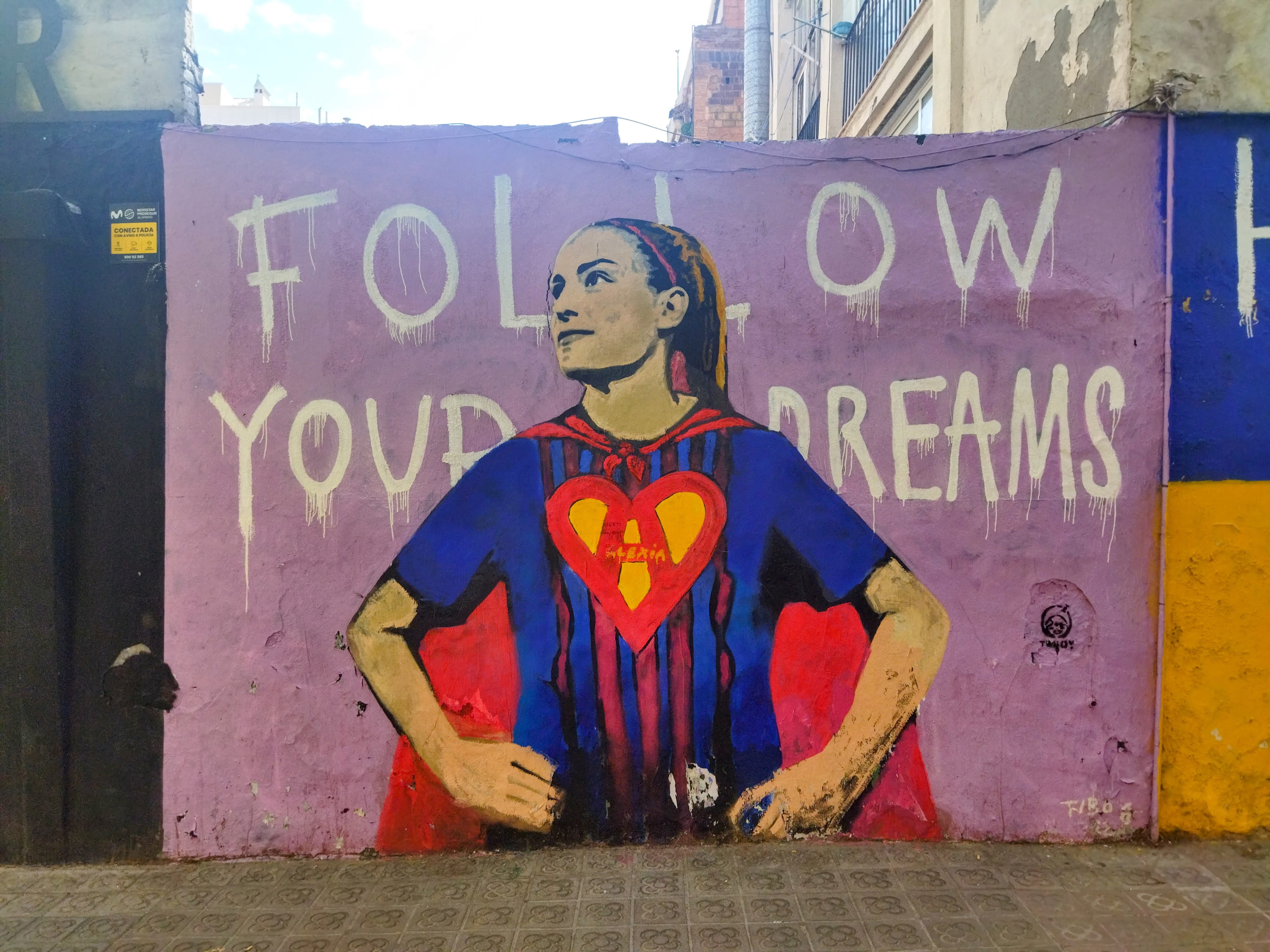
Il murales "Follow your dreams", che ritrae Alexia Putellas

Alexia Putellas vince i Globe Soccer Awards nel 2021 - riconoscimento calcistico che dal 2010 viene annualmente conferito a Dubai al miglior dirigente, alla miglior squadra e al miglior calciatore, ma che dal 2021 premia anche la migliore calciatrice -. In virtù del premio ottenuto, il volto della giocatrice viene proiettato lungo una facciata del grattacielo Burj Khalifa (il più alto del mondo); Alexia diventa così la prima donna di sempre la cui sagoma svetta sul celebre edificio per una notte.
Nel 2022 Alexia Putellas è comparsa su un murales a lei dedicato per le vie di Barcellona, realizzato dal writer italiano Tvboy. Quest'opera è stata vandalizzata innumerevoli volte, in particolare nel gennaio 2023, mediante insulti omofobi e misogini.
Nel novembre dello stesso anno esce la docuserie Alexia: Labor Omnia Vincit, dedicata alla vita della calciatrice.
Il 1º novembre 2024 esce in esclusiva Netflix il documentario Se acabó: Diario de las campeonas, a cui Putellas prende parte insieme ad altre sette sue compagne della nazionale spagnola campionessa del mondo 2023, oltre a due calciatrici che avevano rifiutato la convocazione al Mondiale, con l'intenzione di denunciare il sistema di maltrattamenti e molestie all'interno della selezione femminile. Ad alzare pubblicamente il polverone, nel 2023, fu il bacio non consensuale dato dall'ex presidente della Federazione calcistica della Spagna Luis Rubiales alla calciatrice Jennifer Hermoso, durante i festeggiamenti del 20 agosto immediatamente successivi alla vittoria del titolo contro l'Inghilterra, oltre a una lettera firmata nei giorni precedenti al ritiro da diverse calciatrici spagnole e finalizzata all'esonero di Jorge Vilda, commissario tecnico ritenuto gravemente incapace.

## Altre attività
Nel maggio 2024 fonda Fundación Eleven, una scuola calcio internazionale riservata alle bambine, che si impegna a formare future calciatrici in tutto il mondo. Quest'idea - ha spiegato Putellas stessa - è sorta nel momento più difficile della sua vita, ovvero durante la degenza successiva alla rottura del legamento crociato, nell'estate del 2022.

## Filmografia

### Televisione
- Alexia: Labor Omnia Vincit - docuserie (2022)
- Se acabó: Diario de las campeonas - docufilm (2024)